# Cejlon na Letnich Igrzyskach Olimpijskich 1952
Cejlon na XV Letnich Igrzyskach Olimpijskich w Helsinkach reprezentowało 5 sportowców w 4 dyscyplinach.

## Wyniki

### Boks
- Leslie Handunge
- Basil Henricus

### Lekkoatletyka
- Nagalingam Ethirveerasingham

### pływanie
- Geoffrey Marks

### Skoki do wody
- Allan Smith